# Dies irae
Dies irae (dan jeze ali sodni dan) je sekvenca v maši zadušnici (missa pro defunctis ali requiem), ki jo spremlja gregorijanski napev. Avtor besedila naj bi bil manjši brat Tomaž Čelanski (umrl leta 1260).
Dies irae je v zahodni liturgiji uvrščen kot drugi stavek rekviema. Pogosto je tudi ovrednoten kot najboljše srednjeveško pesniško in glasbeno delo. Pesniška rima vsebuje trohejski ritem. Koralni napev temelji na izmenjavi avtentičnega in plagalnega dorskega modusa (t. i. dorius mixtus), oblikovno pa je sestavljen iz delov aa bb cc, ki se v 18 kiticah oziroma sekvencah trikrat ponovijo, pri tretjem ponavljanju pa je zadnja, 19. kitica nadomeščena z razširjeno kodo Lacrimosa ... Amen. Pesnitev ponazarja sodni dan, trobenta še zadnjič kliče duše pred Božji prestol.

## Besedilo
V slovenščino je Dies irae prevedel tudi Valentin Vodnik.
| v latinščini: Dies irae, dies illa, solvet saeclum in favilla, teste David cum Sibylla. Quantus tremor est futurus, quando Judex est venturus, cuncta stricte discussurus! Tuba mirum spargens sonum, per sepulchra regionum, coget omnes ante thronum. Mors stupebit et natura, cum resurget creatura, judicanti responsura. Liber scriptus proferetur, in quo totum continetur, unde mundus judicetur. Judex ergo cum sedebit, quidquid latet apparebit: nil inultum remanebit. Quid sum miser tunc dicturus? Quem patronum rogaturus, cum vix justus sit securus? Rex tremendae majestatis. Qui salvandos salvas gratis. Salve me, fons pietatis. Recordare, Jesu pie, quod sum causa tuae viae, ne me perdas illa die. Quaerens me, sedisti lassus; redemisti crucem passus; tantus labor non sit cassus. Juste Judex ultionis, donum fac remissionis ante diem rationis. Ingemisco, tanmquam reus, culpa rubet vultus meus, supplicanti parce Deus. Qui Mariam absolvisti, et latronem exaudisti, mihi quoque spem dedisti. Preces meae non sunt dignae, sed tu bonus fec benigne, ne perenni cremer igne. Inter oves locum praesta et ab hoedis me sequestra, statuens in parte dextra. Confutatis maledictis flammis acribus addictis, voca me cum benedictis. Oro supplex et acclinis, cor contritum quasi cinis, gere curam mei finis. Lacrymosa dies illa, qua resurget ex favilla, judicandus homo reus. Huic ergo parce, Deus. Pie Jesu Domine, dona eis requiem. Amen. | v slovenščini: Strašen dan bo dan plačila Zemlja v prah se bo zdrobila, Priča David in Sibila. Kolik strah bo vstal v naravi, ko Sodnik v mogočni slavi na odgovor vse postavi! Tromba silno bo zapela, do vseh mrtvih zadonela, jim pred sodni stol velela. V grozi smrt se bo čudila, ko bo stvar se spet zbudila, da pred sodbo bo stopila. Knjiga k sodbi prinešena, hrani dela razvrščena, dobra kakor zadolžena. Dano svetu bo spoznanje, in za vsako zlo dejanje, Bog prisodi maščevanje. Kam se čem takrat dejati, kje zavetnika iskati, dobrim komaj bo obstati? Kralj neskončne visokosti, ki rešuješ iz blagosti! Reši me, vir vseh svetosti! Spomni se, o Jezus mili, da so zame Te umorili, prosim, tisti dan se usmili. Da si iz ljubezni same utrujen vzel svoj križ na rame, naj ne bo zgubljeno zame. Maščevalec vse krivice, čuj skesane moje klice, kadar pride dan pravice. Da grešil sem, se sramujem, krivdo svojo obžalujem, “Prizanesi Bog!” zdihujem. Duše si iskal zgubljene, reševal si spokorjene, reši, prosim, tudi mene. Nisem vreden odpuščanja, varuj pa me pogubljenja, milostno, Gospod življenja. Varuj grešnih me levice ter mi mesto daj desnice, kjer boš svoje zbral ovčice. Ko boš pahnil pogubljene, in sprejel blagoslovljene, sprejmi k Sebi tudi mene. V prahu k Tebi, Bog, zdihujem, srce strto Ti darujem, konec Ti priporočujem O, pregrozni dan jokanja, ki iz grobnega nas spanja, k sodbi, grešnike prisili: Ti se nas, o Bog, usmili, ljubi Jezus, ti jim daj rajski mir za vekomaj! Amen. |

## Pisni viri
Najstarejše besedilo te sekvence, z manjšimi besednimi zamenjavami, je bilo najdeno v rokopisu iz 13. stoletja, frančiškanskem koledarskem misalu, ki ga hranijo v narodni knjižnici v Neaplju. Ocenjeni datum nastanka je med letoma 1253 in 1255. 

## Uporaba v klasični glasbi
V rekviemih iz renesanse, kjer je kompozicijski slog klasična polifonija, je Dies irae v melodičnem smislu lahko:
1. koralna melodija v tenorju (Francesco Aneiro, Giammateo Asola, Orazio Vecchi)
2. originalni gregorijanski napev (Giovanni Pierluigi da Palestrina, Tomas Luis de Victoria)
3. izmenjava kitic koralne melodije z verzi v polifoni obdelavi

Kasnejši skladatelji oblike rekviem so uporabljali le besedilo, v 19. in 20.stoletju pa so gregorijansko melodijo citirali mnogi skladatelji. Njena harmonska struktura, ki izvira iz dorskega modusa in je analogna d-molu, je pustila asociativni pečat na mnogo delih. Skladatelji prejšnjih obdobij so se zavedali, da je d-mol tonaliteta Mozartovega rekviema in tonaliteta napeva Dies irae. Izbira tonalitet, v katerih so skladatelji prejšnjih obdobij ustvarjali svoje skladbe, ni naključna, ker poleg določenih tonskih uglasitev obsega tudi simboliko. 

### Primeri glasbenih citatov tradicionalnega gregorijanskega napeva
- Camille Saint-Saens: Danse macabre (Mrtvaški ples), simfonična pesnitev
- Franz Liszt: Totentanz (Mrtvaški ples), za klavir in orkester
- Eugène Ysaye: Sonata št. 2 (Obsession), za violino solo
- Gustav Mahler: Simfonija št. 2, »Vstajenje«
- Hector Berlioz: Symphonie fantastique (Fantastična simfonija) op. 14 (1830) (V. Songe d'une nuit du Sabbat, parodija na Dies Irae)
- Sergej Rahmaninov je Dies irae vtkal v več kot polovico svojih skladb, med drugimi vsebujejo ta napev: Variacije na Paganinijevo temo, op. 43 (1934), za klavir in orkester, Otok mrtvih, simfonična pesnitev op. 29, Klavirska sonata št. 2, Simfonični plesi op. 45, itd.

### Skladbe z novo komponirano glasbo
- Wolfgang Amadeus Mozart: Rekviem, d mol, KV 626
- Hector Berlioz: Grande Messe des Morts, op. 5
- Luigi Cherubini: Rekviem
- Hans Werner Henze: Rekviem
- Giuseppe Verdi: Rekviem (1874)

Napev se seveda uporablja tudi v zabavni glasbi 20. stoletja (od jazza pa do metala in tehna), v filmski glasbi (npr. film Stanleya Kubricka: The Shining, v priredbi Wendyja Carlosa), scenski glasbi in kot glasbena oprema za mnogo radijskih in televizijskih oddaj.

## Uporaba v bogoslužju
V rimskokatoliški cerkvi je bila sekvenca uradno priznana kot del maše zadušnice do leta 1969, ko jo je papež Pavel VI. izločil iz svojega misala. Razdeljena na tri dele je dana kot možni nadomestek za himne pri molitvenem bogoslužju hvalnic, večernic in ure bogoslužnega branja v zadnjem tednu med letom (po prazniku Kristusa Kralja in pred 1. adventno nedeljo).